# بیلیارد در ساعت نه‌ونیم
بیلیارد در ساعت نه و نیم رمانی است نوشته هاینریش بل نویسنده آلمانی که در سال ۱۹۵۹ به چاپ رسید.
موضوع داستان وقایعی است که برای خانواده فهمل از پایان قرن ۱۹ تا ۶ سپتامبر ۱۹۵۸ اتفاق می‌افتد. بیشتر داستان مربوط به زمان حال نیست و یازده راوی داستان با فلش بک‌ها و یادآوری خاطرات خود داستان رمان را به پیش می‌برند.
این رمان توسط کیکاوس جهانداری به فارسی ترجمه شده است.